# 秋葉山本宮秋葉神社
秋葉山本宮秋葉神社（あきはさんほんぐうあきはじんじゃ）は、静岡県浜松市天竜区春野町領家の赤石山脈の南端に位置する、標高866mの秋葉山の山頂付近にある神社。日本全国に存在する秋葉神社（神社本庁傘下だけで約400社）、秋葉大権現および秋葉寺のほとんどについてその事実上の信仰の起源となった神社であり、もう一方の日本二社（総本廟）秋葉大権現の越後栃尾秋葉山『古来の根本』秋葉三尺坊大権現と並び、『今の根本』と言われる。

## 祭神と呼び名
祭神は火之迦具土大神（ひのかぐつちのおおかみ）。秋葉山に鎮まる神で「秋葉大神」（あきはのおおかみ）とも称される。
江戸時代までは秋葉権現を祀（まつ）る秋葉権現社（あきはごんげんのやしろ）と、観世音菩薩を本尊とする秋葉寺（しゅうようじ）とが同じ境内にある神仏混淆（しんぶつこんこう）の山だった。秋葉大権現について秋里籬島『東海道名所図会』（寛政9年（1797年）成立）では「秋葉山大権現〔本堂の側にあり当山鎮守とす〕祭神大己貴命〔或曰式内小國神社〕三尺坊〔秋葉同社に祭る当山護神とす〕」と三尺坊とは異なる鎮守神とし、僧侶の編纂した「遠州秋葉山本地聖観世音三尺坊略縁起」（享保2年（1717年））では三尺坊を秋葉権現であるとしている。実際には鎮守と三尺坊は混淆され、人々は秋葉大権現（あきはだいごんげん）や単に秋葉山（あきはさん）などと称し信仰した。
賀茂真淵門人の内山真龍は『遠江国風土記傳』(寛政11年（1799年）成立)で『日本三代実録』に記載された「岐陛保神ノ社（きへのほのかみのやしろ）」の後身であるとの説を唱えた。
三代実録に曰く「貞観十六年五月十日、遠江国正六位上岐氣保神に従五位下を授く」、と、按ずるに倭名鈔に岐氣は山香郷の郷名なり、保は火なり、此山岐氣の保神社の地に当る、而して火防神と称するか
神仏判然に際し教部省は秋葉権現を三尺坊とは異なる神祇（鎮守）と考証し、その上で秋葉権現社を秋葉神社と改称することを命じた。この時祭神名については修験の家伝を採用し「火之迦具土大神」とされた。
また別称として古くは寺号を霊雲院（りょううんいん）と称した。

## 社紋
神紋と社紋を分けており、神紋は「七葉もみじ」（しちようもみじ）、社紋は剣花菱である。剣花菱は武田信玄の寄進と社伝にある。

## 信仰
『東海道名所図会』には秋葉大権現の利益として「第一には弓箭刀杖の横難を免れ、第二には火災焼亡の危急を免れ、第三には洪水沈没の免れさせたまふ」とある。
顕著な信仰を挙げると
- 火防（ひぶせ）
- 厄除開運（厄除・八方除）
- 家内安全・町内安全・商売繁盛
- 新築祈願（新しい家が火事などの被害にあわないように祈願）
- 花火など火・火薬を扱う事業の安全と繁栄
- 鍛冶・金属加工・鉄鋼業・工業全般の安全及び事業発展
- 大漁祈願（船上での火（燈）や遠州灘で秋葉山が目印になることに由来）
- 茶業繁栄・茶業安全
- 武運長久（武田信玄などの武将からの奉納刀剣多数、また正木流の流祖が参籠開眼）
- 人形感謝（人形のお焚き上げ）創建伝説と火の信仰に基づく

古来、火防及び火そのものに対する信仰が根本であり、町内で火災鎮護を祈る地域や消防団、火を扱う職業の参拝が多い。火災鎮護ということで三河地方を中心に新築・増改築に際して参拝し棟札を受ける習慣がある（上棟式の投げ銭の5円玉の束を持参し納める人も多い）。

## 恒例祭祀
- 1月1日、歳旦祭・開運祈祷祭
- 1月吉日、交通安全祈願祭
- 1月中、掛川遙斎所祭
- 1月28日、小松鳥居御焚上祭
- 2月節分～16日、節分厄除祈祷祭
- 2月初午、初午祭
- 2月11日、建国記念祭
- 3月13日、鎮魂祭
- 春分の日、春季霊社祭
- 4月21日、春祭（鳴弦式）
- 5月八十八夜、手揉献茶祭
- 6月3日、献茶祭
- 6月16日～30日、人形感謝祭（人形お焚き上げ）
- 6月30日、夏越大祓
- 7月第4土曜日、手筒花火奉納祭
- 9月秋分の日、秋季皇霊大祭
- 9月28日、小松鳥居大祭
- 10月17日、神嘗奉祝祭
- 11月28日、秋祭
- 12月15日、御阿礼祭（秋葉の火まつり）
- 12月16日、例大祭・防火祭（秋葉の火まつり）
- 12月31日、師走大祓式・除夜祭

## 末社
- 内宮社 : 天照大神を祀る。『掛川志稿』に本社前に「天照太神」を祀ると記載あり。
- 外宮社 : 豊受大神を祀る。
- 祓戸社 : 祓戸神を祀る。
- 水神社 : 水神を祀る。『遠江古迹図会』に「水神」と祠が見える。
- 天神社 : 天津神を祀る。「菅原道真」を祀るという説もある。
- 小國社 : 小國神を祀る。
- 安座石社 : 磐座を祀る。「山主神」ともいう。
- 風神社 : 風神を祀る。
- 山姥社 : 山姥神を祀る。機織井という井戸があり、そこに山姥が住み機を織ったという。
- 白山社 : 白山神を祀る。『東海道名所図会』に「白山祠」と見える。
- 山神社 : 山神を祀る。『遠江古迹図会』に「山神」と祠が見える。
- 掛川遙斎所 : 掛川市鳥居町に安藤広重「東海道五十三次」に描かれた一の鳥居があった。現在、末社として信仰されている。座標

## 歴史

### 創建
創建時期には諸説があるが、上古より神体山・霊山として仰がれて来た。社伝では和銅2年（709年）に初めて社殿が建立された。その伝承では山が鳴動し火が燃え上がったため、 元明天皇 より「あなたふと　秋葉の山にまし坐せる　この日の本の　火防ぎの神」と御製を賜り、社殿を建立したという（秋葉山本宮秋葉神社由緒）。なお地元春野町では浪小僧の伝説が伝えられる。その内容は社殿建立時に人手が不足し、藁で人形を作り祈ったところ、人形に魂が宿り一緒になって働いたため予定より早く完成した。感謝して川に流したところ浪の音で風雨の災害を知らせてくれるようになったというものである。
その後、仏教や修験道が入り、神仏習合の霊山として発達した。江戸時代に僧侶が編纂した「遠州秋葉山本地聖観世音三尺坊略縁起」などでは行基開山説が説かれ、大宝元年（701年）に寺を開いたとされる。
「秋葉」の名の由来は、大同年間に時の嵯峨天皇から賜った御製の中に「ゆく雲のいるべの空や遠つあふみ秋葉の山に色つく見えし」とあったことから秋葉山と呼ばれるようになったと社伝（「秋葉山縁記」・修験の伝承）に謳われる一方「行基が秋に開山したことによる」、「焼畑に由来する」、「蝦蟇の背に秋葉の文字が浮かび上がった」（「遠州秋葉山本地聖観世音三尺坊略縁起」）などの異説もある。

### 修験道
平安時代初期、信濃国戸隠（現在の長野県長野市戸隠）の出身で、越後国栃尾（現在の新潟県長岡市）の蔵王権現（飯綱山信仰に由来する）などで修行した三尺坊（さんしゃくぼう）という修験者が秋葉山に至り、これを本山としたと伝えられる。しかし、
1. 三尺坊が活躍した時期（実際には鎌倉時代とも室町時代とも言われる）にも、出身地や足跡にも多くの異説がある
2. 修験道は修験者が熊野、白山、戸隠、飯綱など各地の修験道場を行き来しながら発展しており、本山という概念は必ずしも無かった
3. 江戸時代には秋葉寺以外にも、上述の蔵王権現や駿河国清水（現在の静岡県静岡市清水区）の秋葉山本坊峰本院などが「本山」を主張し、本末を争ったこれらの寺が寺社奉行の裁きを受けたとの記録も残されている
4. 戦国時代より以前に成立した、秋葉大権現に関する史料がほとんど発見されていない

よって現状では、祭神または本尊であった秋葉大権現・三尺坊の由来も「定かではない」という他はなく、今後の更なる史料の発掘および研究が待たれている。

### 近世期
戦国時代までは真言宗との関係が深かったが、徳川家康と関係のあった可睡斎の禅僧茂林光幡が戦乱で荒廃していた秋葉寺を曹洞宗の別当寺とし、以降徳川幕府による寺領の寄進など厚い庇護の下に、次第に発展を遂げてゆくこととなった。
秋葉山には禰宜・僧侶（曹洞宗）・修験（当山派）の三者が奉仕し、別当は僧侶が務めた。この頃山頂には本社と観音堂を中心に本坊・多宝塔など多くの建物が建ち並び、修験も十七坊（時代によって増減あり、三十六坊の時期もある）あったと伝えられる。
徳川綱吉の治世の頃から、秋葉大権現は神道、仏教および修験道が混淆（こんこう）した「火防（ひぶせ）の神」として日本全国で爆発的な信仰を集めるようになり、広く秋葉大権現という名が定着した。特に度重なる大火に見舞われた江戸には数多くの秋葉講が結成され、大勢の参詣者が秋葉大権現を目指すようになった。参詣者による賑わいはお伊勢参りにも匹敵するものであったと言われ、各地から秋葉大権現に通じる道は秋葉路（あきはみち）や秋葉街道と呼ばれた(後述)。また、全国各地に神仏混淆の分社として多くの秋葉大権現や秋葉社が設けられた。
龍燈（龍頭）と呼ばれる祠を兼ねた特殊な常夜燈があり、そこが町内・講中の信仰の場となった。現在でも町内で神符を受けて常夜燈に祀る地域は多い。

### 近代以降
1868年（明治元年）に明治政府によって神仏分離令が、1872年（明治5年）には修験宗廃止令が強行され、秋葉山も神仏分離を行うこととなったが、秋葉権現が神仏いずれかという神学論争に加え、山内の修験派と僧派の対立もあり、その決着が容易につかなかった。『明治維新神仏分離史料』によると秋葉寺の禅僧は寺院として存続することを主張し、実相院、正全院、妙寿院、正存院、正寿院、寶蔵院の修験6院は静岡藩や教部省に対し秋葉権現は神祇であり、復職神勤（還俗して神職として奉仕すること）を申請した。この紛争により山内は混乱したため、信徒の代表200人が領家村の戸長であり、屋号を乾坊といって最古参の修験でもある河村儀平治の屋敷で衆議した。明治5年に教部省は秋葉権現を三尺坊とは異なる鎮守と判断し、更に祠官は修験の家伝に基づき祭神名を火之迦具土大神であるとした。秋葉山を神道の秋葉大権現と仏教の秋葉寺に分離し、更に秋葉大権現を秋葉神社と改称した。翌1873年（明治6年）、秋葉寺は無住無檀という理由で廃寺となるが、これは当時の社寺に関する法令が適用された結果であり、秋葉寺が神仏分離で廃寺されたというのは正確ではない。秋葉寺の廃寺に伴い、三尺坊は萬松山可睡斎（静岡県袋井市）に遷座、宝物什物も移管された。全国各地の分社もそれぞれの土地の事情で神仏分離令に従い、神社または寺として独立の道を歩むこととなった。明治6年に県社列格。
第二次世界大戦中の1943年（昭和18年）、山頂（上社、かみしゃ）が山麓から発生した山火事の類焼により本殿東側の山門を除く建物全てを焼失した。戦中戦後は再建も容易ではなく、山麓に下社を造営し祭祀を継続した。しかし、1986年（昭和61年）に現在の山上の社殿が再建され、相前後して山頂に通じる林道の整備も成ったため、ここに名実共に秋葉山本宮秋葉神社として再興を果たした。尚、戦後秋葉山本宮秋葉神社と改称したのは、社格制度がなくなる中、全国の秋葉神社の本宮であることを示すためである。
平成21年（2009年）御鎮座1300年を記念して本殿西側の神門を建立。

## 現在
山頂の上社と、麓の気田川の畔にある下社（しもしゃ）とは、徒歩で登り1時間半から2時間、標高差約750mほどの古くからの参道が通じる。また山頂に至る車道は西側の麓を走る天竜川沿いの国道152号線から車で20分ほど登る、やや狭いが舗装された林道となっている。
山頂からの眺望は東海一とも言われ、天気が良ければ袋井市のエコパやJR浜松駅近くのアクトタワー、更に空気が澄んでいれば天竜川河口・太平洋や浜名湖など浜松平野を望める観光スポットとしても人気が高まっている。宮大工立川流による神門や常夜灯の数々および茶屋跡などが江戸時代からの繁盛ぶりを示す。更に30分程降りると富士山を見ることができるスポットがある。
現在でも火防の神様として全国各地から、消防・火力発電・調理師など火を取り扱う仕事の関係者が、お参りとお札を求めにやってくる。
山頂より参道を徒歩で10分ほど下ると、8合目程の場所に秋葉山秋葉寺（あきはさんしゅうようじ、三尺坊（さんしゃくぼう）とも呼ばれる）がある。地元の人々の強い願いにより、1880年（明治13年）に本尊を観世音菩薩とする寺として改めて創建されたものである。
天竜川から秋葉神社上社へ至る道は、行程7.5km平均斜度約10％の遠州一の激坂として自転車ヒルクライムをする人々に知られている。周辺にも自転車で走りやすい船明ダム湖畔、気田川沿い、天竜スーパー林道などの道があることもあり、一帯はサイクリングの名所となっている。

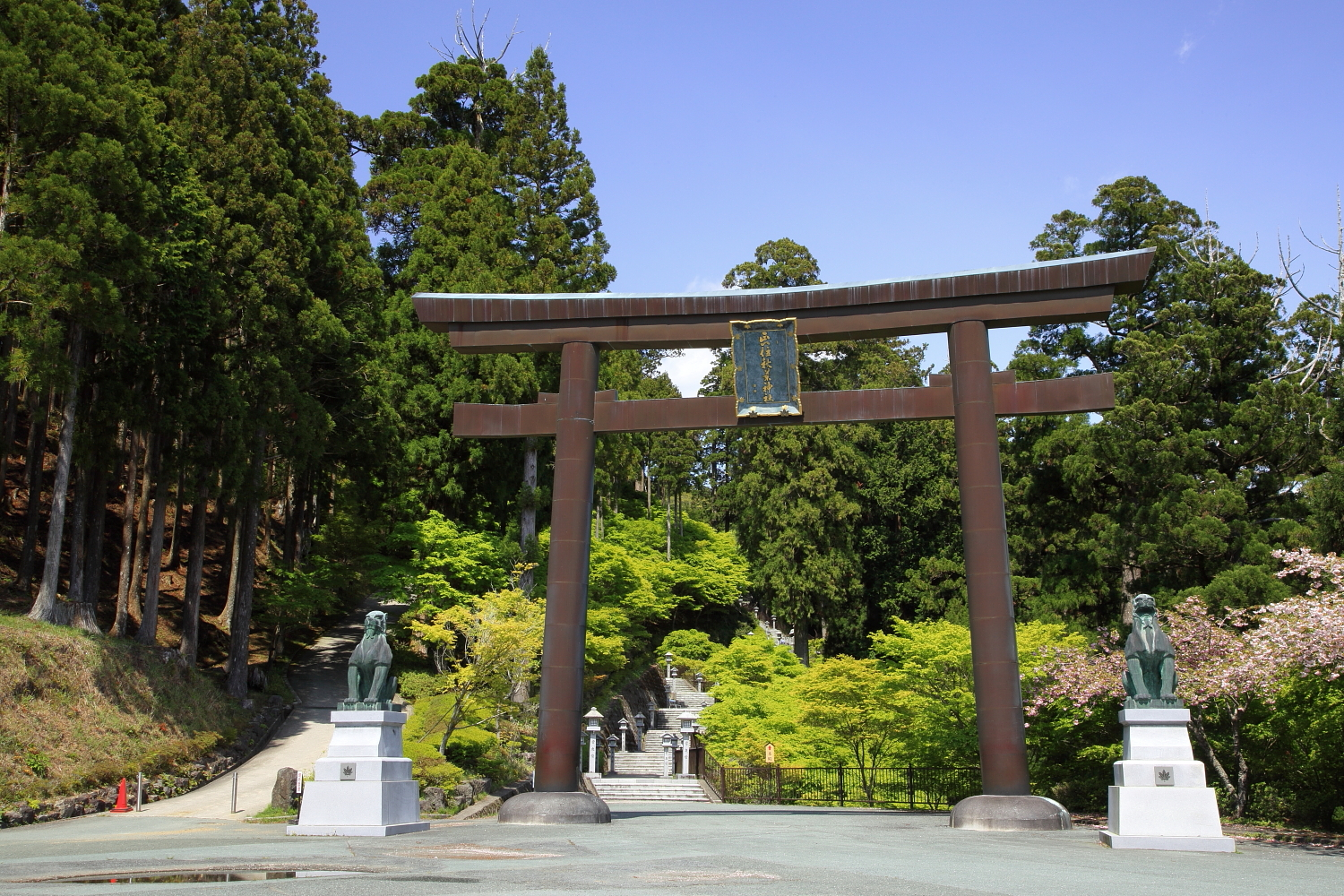
駐車場の大鳥居 （2012年（平成24年）5月）
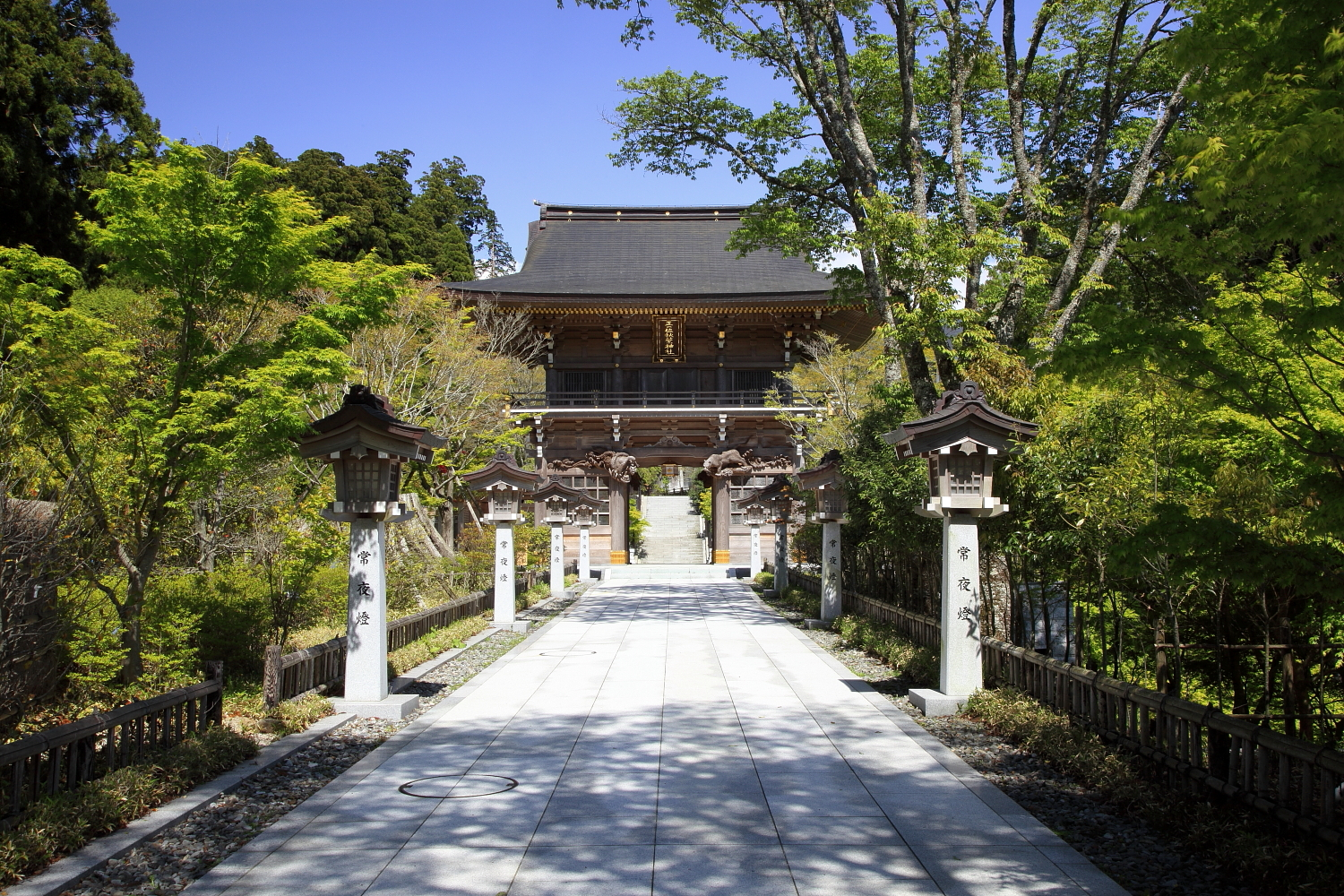
参道と西ノ閽の神門 （2012年（平成24年）5月）
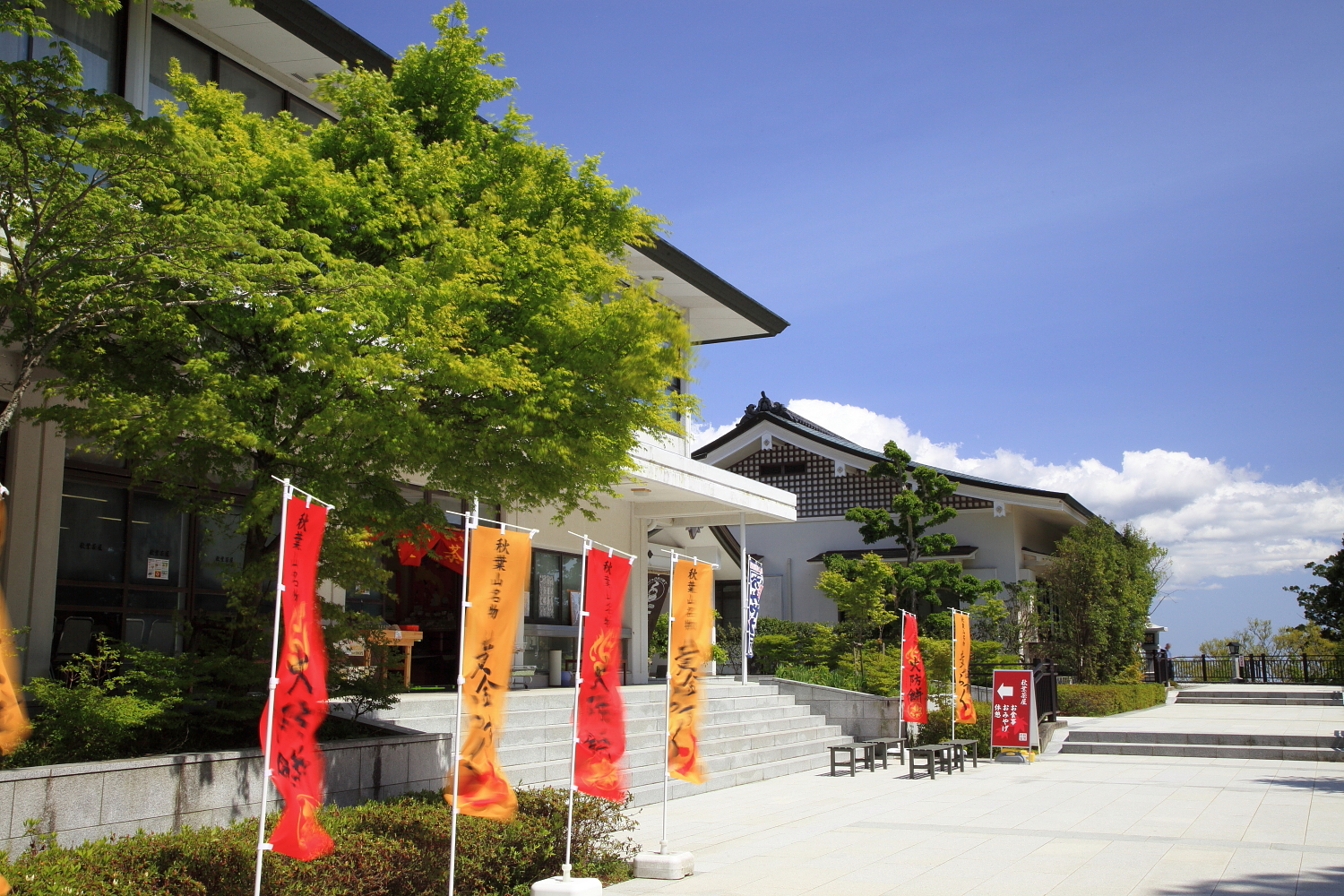
秋葉茶屋 （2012年（平成24年）5月）
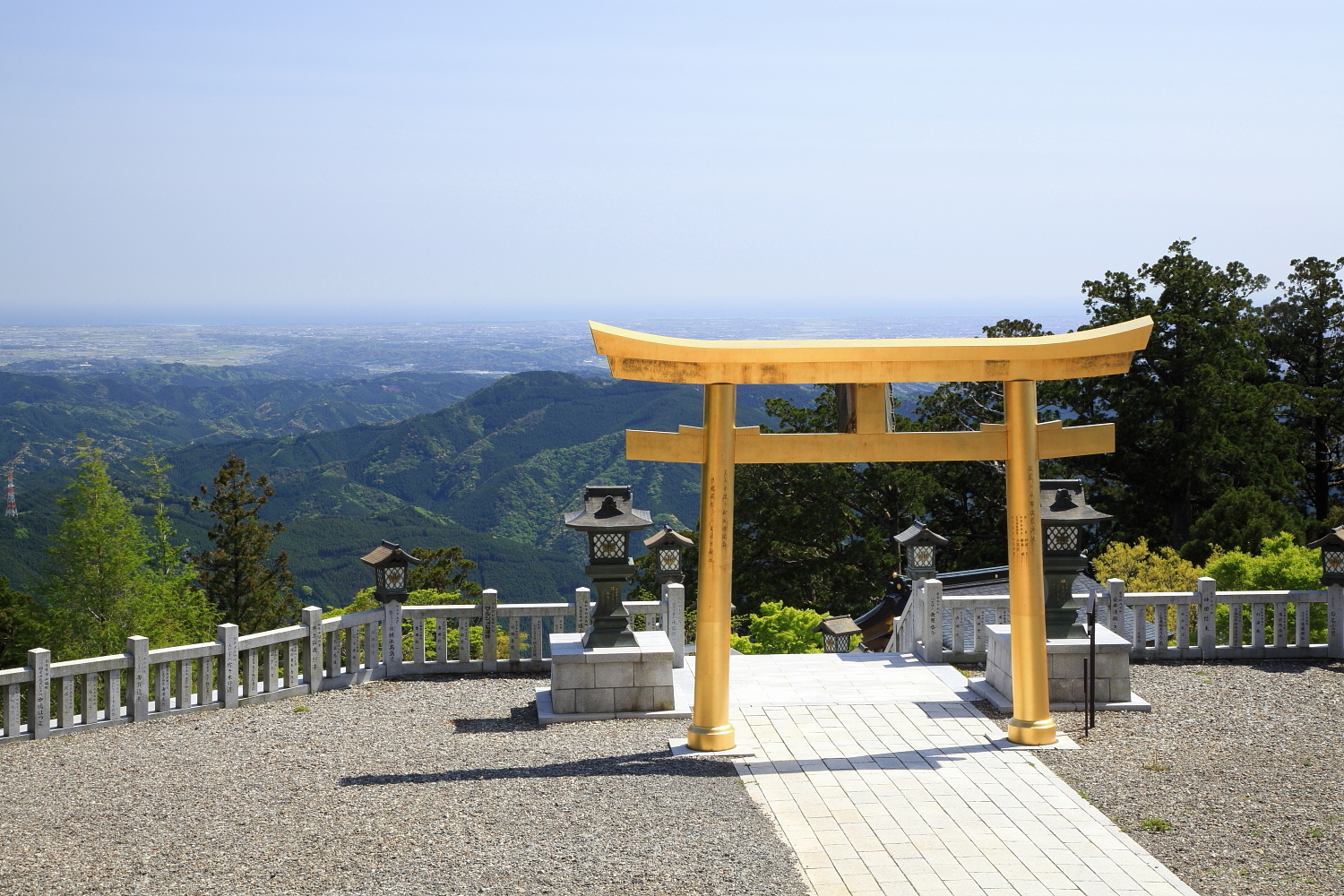
本殿からの眺め （2012年（平成24年）5月）
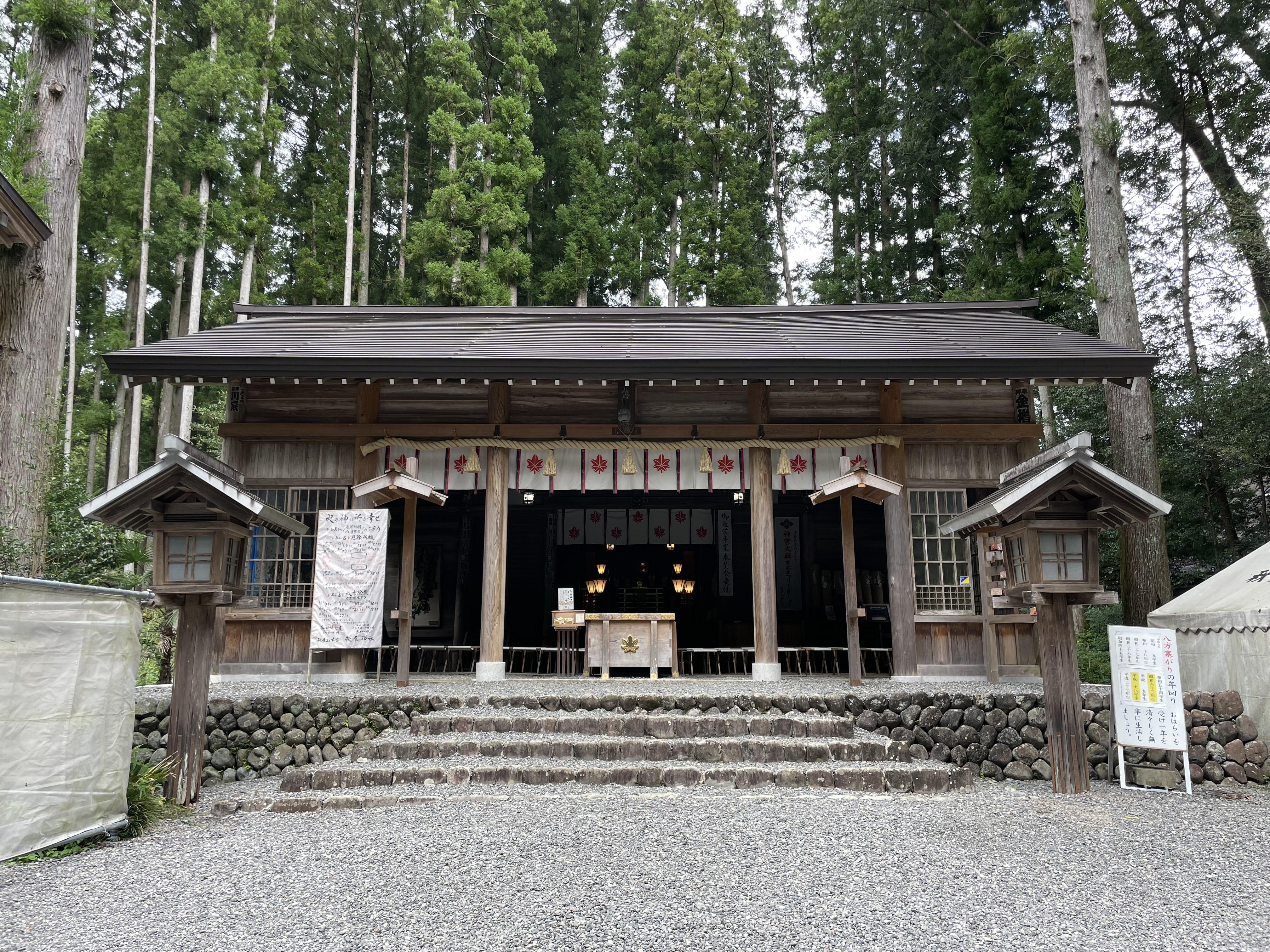
下社拝殿

## 文化財

### 重要文化財
- 太刀 安縄[3]
- 太刀 来国光[4]
- 太刀 弘次[5]

### 浜松市指定有形文化財
- 神門[6]

## 交通アクセス

### 下社まで
遠州鉄道・天竜浜名湖鉄道 西鹿島駅より遠鉄バス「春野車庫行き」「浜松市春野支所行き」に乗り、秋葉橋下車（秋葉神社経由の場合は、秋葉神社下車）。所要時間40分で料金は750円。但し運行本数がかなり少ない為、交通機関によるアクセスは決してよくないが、代わりに道路が整備されており、自家用車での参拝は増加している。下社周辺の川原はキャンプ地として夏場には多くの利用客がある。

### 上社まで
車・観光バスだと上社駐車場までスーパー林道を通り直接行くことができる。新東名浜松浜北ICより約30分。第一駐車場から本殿までは階段で少し距離があるが、脇道があり、社務所へ連絡すればそこを通って本殿近くまで寄せることができる（地形上、本殿近くに大型駐車スペースを確保できず、高齢者や身体上の理由のある参拝者を優先するためこのような措置が取られている）。しかし第一駐車場から本殿までの道は左右に紅葉の植樹がされ、杉の木立や遠州平野の眺望、山鳥のさえずりが楽しめるため歩く人も多い。第一駐車場の他、第二、第三駐車場もある。
11月から翌年1月にかけての参拝の多い時期限定であるが、遠州鉄道西鹿島駅発山東経由、（山東以降直通）秋葉神社上社行きの路線バスが運行される。運行日時は主に土日祝日であるが、毎年バス会社が決定する。
冬の積雪については昼間から積る程の豪雪地域ではない。
徒歩だと下社から東海自然歩道を登り、片道約1時間30分。ブームもあって下社駐車場を利用して登山を楽しむ参拝客も多い。

## 食堂
上社には秋葉茶屋という食堂が併設されており、食事が可能（営業日については神社に確認する必要あり）。地元名産のしいたけを使った料理などがある。また名産品の土産も販売。この他、団体参拝の昼食や少人数の休憩所として社務所斎館の貸し出しもあり（事前予約）。

## 秋葉街道
各地から秋葉大権現に通じる参詣者が向かう道のこと。秋葉路、秋葉道とも呼ばれ、信仰の証や道標として多くの常夜灯（秋葉灯篭）が建てられた。「遠州中西部の東海道より北側の道はほとんどが秋葉山へ通じている」と言われるくらいに幾筋もの道が存在した。
主要なものとしては、
- 信州方面から飯田、八幡、越久保、和田へと進み、青崩峠を越えて水窪、西渡と南下し、下平山から秋葉山へ向かう道
- 三河・御油宿から、豊川、新城を通って途中鳳来寺を参詣し、西川から戸倉へは渡し舟を利用して秋葉山へと向かう道
- 浜松宿から貴布祢へと北上し、鹿島で天竜川を渡って二俣、光明山、和田之谷、犬居を経て秋葉山へと向かう道
- 掛川宿から森、一ノ瀬、小奈良安、犬居、坂下を通り、秋葉山に向かう道。秋葉信仰以前より、塩の道として存在していた

などがあった。